# Duca di Vista Alegre
Duca di Vista Alegre è un titolo nobiliare appartenente alla nobiltà spagnola e corredato dal titolo di Grande di Spagna, detenuto dalla casata Czartoryski.

## Storia

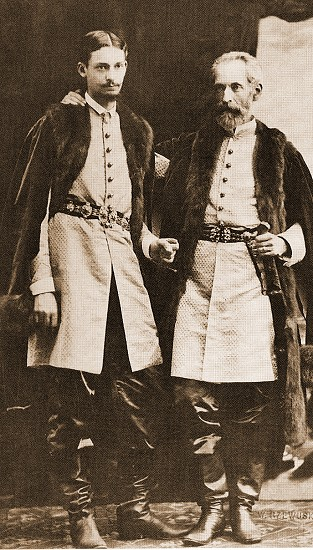
Augusto Francisco Czartoryski y Muñoz fotografato negli anni '80 dell'Ottocento con il padre Władysław Czartoryski

Fu concesso dal re Alfonso XII, con regio decreto del 17 gennaio 1876 e confermato il 17 febbraio successivo, a favore del principe Augusto Francisco Czartoryski y Muñoz, suo cugino, II conte di Vista-Alegre, figlio maggiore del principe Władysław Czartoryski, duca di Klewan e conte di Zukow in Polonia, e Maria de los Desamparados Muñoz y Borbón, sua prima moglie, la contessa di Vista-Alegre.